# Dominique Bucchini
Dominique Bucchini (ur. 24 stycznia 1943 w Sartène) – francuski polityk, samorządowiec i nauczyciel, od 1981 do 1984 poseł do Parlamentu Europejskiego I kadencji.

## Życiorys
Z zawodu nauczyciel historii i geografii. Pracował w tym zawodzie w departamencie Wandea i następnie w Thiès w Senegalu, został jednak zmuszony do wyjazdu z tego państwa. Po powrocie do Francji nauczał w szkole w Montreuil i następnie w szkole rolniczej w Sartène. W 1971 został radnym Sartène, w kolejnym roku przystąpił do Francuskiej Partii Komunistycznej. W latach 1977–2001 pozostawał merem Sartène. We wrześniu 1981 został posłem do Parlamentu Europejskiego, w którym zastąpił Gustave’a Ansarta. Należał do frakcji komunistycznej. Zasiadał ponadto w radzie departamentu Corse-du-Sud (1988–2001) oraz regionu administracyjnego Korsyka (1984–2017), pełnił funkcję przewodniczącego drugiego z gremiów od 2010 do 2015.
Jest żonaty, ma dwoje dzieci. W 1996 przeprowadzono na niego nieudany zamach terrorystyczny z użyciem bomby zorganizowany prawdopodobnie przez korsykańskich nacjonalistów.

## Odznaczenia
Oficer Legii Honorowej (2016).